# Moto Club Tarragona
El Moto Club Tarragona és una entitat esportiva catalana dedicada al motociclisme que fou fundada a Tarragona l'11 de juny de 1953. Aquell mateix any creà la seva primera prova de regularitat, convertida l'any següent en el Ral·li de Tarragona, el qual ha format part del calendari del Campionat de Catalunya en 25 edicions. Des de 1958 organitza el Trofeu Sant Magí de velocitat i des de 1965 el Trial de Tarragona (puntuable per als Campionats d'Espanya i de Catalunya). Ha organitzat una prova del Campionat del Món de trial (2005) i una del Campionat d'Espanya d'enduro (2008).
Entre els seus membres hi ha el campió d'Espanya de velocitat Josep Maria Busquets (l'actual president) i el campió del món de trial indoor Albert Cabestany. L'entitat ha rebut la medalla d'or de la Real Federación Motociclista Española i de la Federació Catalana de Motociclisme.